# Cryptomicroeca flaviventris
Il pigliamosche della Nuova Caledonia (Cryptomicroeca flaviventris (Sharpe, 1903)), unica specie del genere Cryptomicroeca Christidis, Irestedt, Rowe, Boles e Norman, 2012, è un uccello della famiglia dei Petroicidi endemico della Nuova Caledonia.

## Tassonomia
Il pigliamosche della Nuova Caledonia venne descritto nel 1860 dagli ornitologi francesi Jules Verreaux e Oeillet des Murs a partire da un esemplare raccolto sull'isola, coniando il nome scientifico Eopsaltria flavigastra. L'ornitologo inglese Richard Bowdler Sharpe, resosi conto che l'applettativo specifico era già stato utilizzato, propose nel 1903 di rimpiazzarlo con flaviventris. La specie è stata a lungo considerata come uno dei pigliamosche australiani del genere Eopsaltria, ma nel 2009 uno studio genetico ha dimostrato la sua stretta parentela con i pigliamosche del genere Microeca ed è stato pertanto inserito in quel genere, decisione che venne presa anche da Frank Gill e David Donsker dell'International Ornithological Committee (IOC). Uno studio genetico maggiormente esaustivo della famiglia dei Petroicidi, pubblicato nel 2011, ha rivelato che il pigliamosche della Nuova Caledonia non è imparentato con gli altri membri del genere Microeca, ma è un sister taxon di un clade comprendente le specie di Microeca e il pigliamosche di torrente della Nuova Guinea. Attualmente la specie viene posta in un genere a sé, Cryptomicroeca, che è stato introdotto nel 2012.

## Descrizione
Con una lunghezza di 14–15 cm e circa 12 g di peso, il pigliamosche della Nuova Caledonia è un Petroicide di medie dimensioni. Il piumaggio è simile a quello delle specie del genere Eopsaltria: dorso, coda e ali grigio-oliva scuro, testa e petto grigi con gola leggermente più chiara, e ventre e groppa gialli. Le zampe sono grigie.

## Distribuzione e habitat
È endemico della Nuova Caledonia, dove popola unicamente l'isola di Grande Terre. Occupa una vasta gamma di habitat, tra i quali aree boschive secche di pianura, foreste di Pinus e Pandanus e foreste umide, dal livello del mare fino a 1525 m di quota.